# 矢野特殊自動車
株式会社矢野特殊自動車（やのとくしゅじどうしゃ）は、福岡県糟屋郡新宮町に本社を置く総合特装車メーカーである。冷凍車・タンクローリー・車両運搬車を中心に種々の特装車を製造・販売している。

## 沿革
- 1922年（大正11年） - 福岡市中央区春吉で、母体となる矢野オート工場を創業。
- 1936年（昭和11年） - 海軍の指定工場として、海軍向け特装車の製造を行う。
- 1953年（昭和28年） - 株式会社矢野特殊自動車製作所を設立し、事業を引き継ぐ。
- 1958年（昭和33年） - 福岡運輸からの依頼により、全国に先駆け冷凍機付き冷凍車を開発する。詳しくは福岡運輸#概要参照。
- 1980年（昭和55年） - 現在地に本社工場を建設、社名を現社名に変更。
- 2003年（平成15年） - 阪急電鉄の子会社であるアルナバンより全営業を譲り受ける。
- 2005年（平成17年） - アルナバンの社名をアルナ矢野特車に変更し、旧アルナバンの営業部門を矢野特殊自動車に統合。
- 2006年（平成18年） - 本社工場が隣接する新自工の廃業に伴い敷地を譲り受け、工場を拡張。
- 2009年（平成21年） - アロー号が『2009年度機械遺産』に認定される。
- 2011年（平成23年） - 創業者矢野倖一が『日本自動車殿堂』殿堂入り。

## アロー号
- 現存する最古の国産自動車であるアロー号は、1916年（大正5年）に矢野特殊自動車の創業者、矢野倖一が3年という歳月をかけて独力で作りあげた。

## 関連会社
- 株式会社アルナ矢野特車
- 株式会社共栄自動車サービス
- 大一車体整備株式会社